# Platypalpus stigmatelloides
Platypalpus stigmatelloides är en tvåvingeart som beskrevs av Patrick Grootaert och Chvala 1988. Platypalpus stigmatelloides ingår i släktet Platypalpus och familjen puckeldansflugor.
Artens utbredningsområde är Italien. Inga underarter finns listade i Catalogue of Life.